# 그리스국
그리스국(그리스어: Ελληνική Πολιτεία, Elliniki Politeia)은 제2차 세계 대전 시기에 있었던 추축국의 그리스 점령 이후에 세워진 괴뢰 정부였다.

## 배경
그리스의 패배 이후, 새로운 그리스 정부는 1941년 4월 30일에 게오르기우스 틀라코글로우 장군을 총리로 임명했다. 요르요스 2세가 그리스 망명 정부와 고국을 떠났기 때문에, 새로운 정권은 그리스 왕국의 모든 언급을 피하고 국가의 공식적인 이름으로 그리스국을 사용했다.
틀라코글로우 공화주의자는 군주제를 폐지하기 위한 기회로 추축국의 점령을 고려하고 취임하자마자 왕가의 끝을 발표였지만, 적과 협력 관계인 정권은 뚜렷한 정치적 의미가 없었다.
추축국들은 그들의 점령이 정당하다는 것을 보이기 위해 보조적인 역할로서 원래의 그리스 정부가 존재해야 한다고 생각했다.
국가의 사회 기반 시설은 전쟁으로 인하여 폐허가 되었다. 원자재와 식품류는 징용되었고, 인플레이션의 초래와 더 나아가서는 전시 공채를 악화시킬 수 있는 비용의 지불을 점령의 대가로 강요받은 그리스는 나치 독일을 인정할 수 밖에 없었다. 그리스에 대한 연합 봉쇄와 함께 이루어진 징용은 1941년-1942년 겨울에 어림잡아도 300,000명의 죽음을 부른 대기근(그리스어: Μεγάλος Λιμός)의 원인이 되었다.

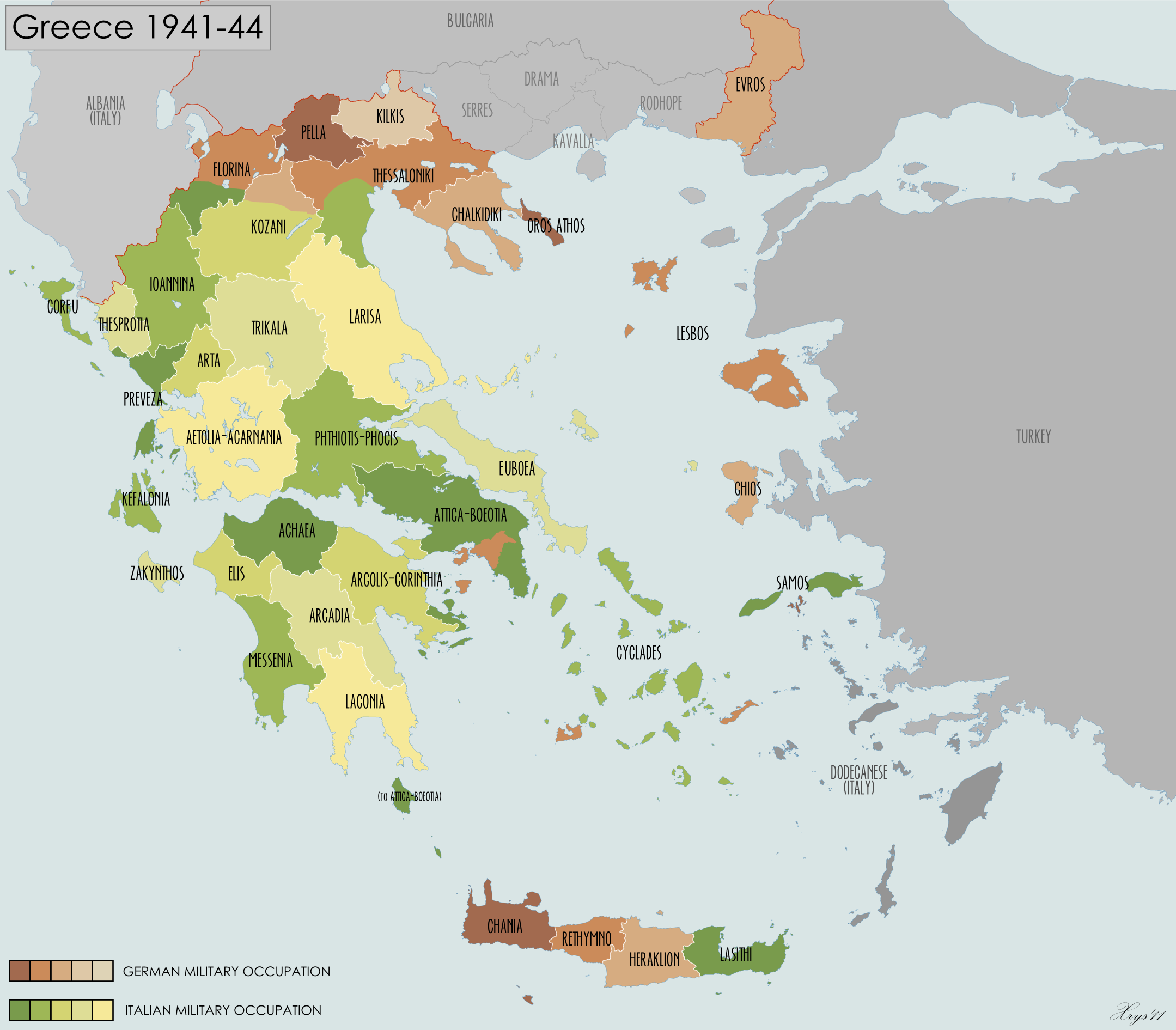
이 지도는 그리스 행정 구역과 불가리아의 합병의 동부 마케도니아와 서부 트라키아에 대해서 나타내고 있다.